# Michael Bleekemolen
Michael Bleekemolen (Amsterdam, 2 ottobre 1949) è un pilota automobilistico olandese.
Inizialmente ha corso in Formula Vee, per poi esordire in Formula 1 nel 1977 alla guida di una March nel Gran Premio casalingo, senza qualificarsi. Corre altri quattro Gran Premi nel 1978 alla guida di una ATS, senza ottenere punti. In seguito corre in Formula 3 per tre anni, vincendo due gare del campionato europeo e terminando secondo dietro Alain Prost.

## Risultati in Formula 1
| 1977 | Scuderia       | Vettura   |  |  |  |  |  |  |  |  |  |  |  |  |    |  |  |  |  | Punti | Pos. |
| ---- | -------------- | --------- |  |  |  |  |  |  |  |  |  |  |  |  | -- |  |  |  |  | ----- | ---- |
| 1977 | F&S Properties | March 761 |  |  |  |  |  |  |  |  |  |  |  |  | NQ |  |  |  |  | 0     |      |

| 1978 | Scuderia       | Vettura |  |  |  |  |  |  |  |  |  |  |  |  |    |    |     |    |  | Punti | Pos. |
| ---- | -------------- | ------- |  |  |  |  |  |  |  |  |  |  |  |  | -- | -- | --- | -- |  | ----- | ---- |
| 1978 | F&S Properties | ATS     |  |  |  |  |  |  |  |  |  |  |  |  | NQ | NQ | Rit | NQ |  | 0     |      |

| Legenda | 1º posto     | 2º posto | 3º posto    | A punti         | Senza punti/Non class.  | Grassetto – Pole position Corsivo – Giro più veloce |
| Legenda | Squalificato | Ritirato | Non partito | Non qualificato | Solo prove/Terzo pilota | Grassetto – Pole position Corsivo – Giro più veloce |